# Metsara
Metsara est un village d'Estonie situé dans la commune de Pöide du comté de Saare.